# Грабоид
Грабо́ид (англ. graboid, от англ. grab — «хватать») — вымышленное существо из серии фильмов и телесериала «Дрожь земли». Грабоиды представляют собой огромных червей, живущих под землёй.

## Жизненный цикл
За свою жизнь грабоид проходит несколько стадий развития:
- яйцо; впервые показано в третьем фильме;
- грабоид, подземный червь:
  - детёныш, земляной «дракон»; впервые показан в четвёртом фильме;
  - взрослая особь; впервые показан в первом фильме;
- шрайкер, двуногое наземное существо; впервые показан во втором фильме;
- ассбластер, существо с крыльями; впервые показан в третьем фильме.

### Яйцо
Яйца кожистые, серого цвета, приблизительно 40 сантиметров в длину. По-видимому, могут, находясь в земле, сохранять жизнеспособность неограниченное время, вплоть до наступления благоприятных условий. В третьем фильме учёный обнаруживает скорлупу яйца и оценивает её возраст в 300 лет. В благоприятных условиях из яйца вылупляется земляной дракон.

### Земляной дракон
Земляной дракон (англ. dirt dragon) —  молодой грабоид длиной до 1,5 м, со сплюснутым телом каплевидной формы. На боках находятся роговые отростки, аналогичные шипам, расположенным на телах взрослых грабоидов. Как и взрослая особь, земляной дракон ориентируется на звук, ввиду небольшой массы может наброситься на жертву, выпрыгнув из-под земли на высоту порядка двух метров (чего не могут взрослые особи). Этой стадии развития земляные драконы достигают спустя несколько суток после вылупления из яйца. Существа впервые были представлены в фильме «Дрожь земли 4: Начало легенды».

### Собственно грабоид
Грабоиды внешне похожи на гигантских червей с длинными торпедообразными телами. Взрослый грабоид может достигать 9 метров в длину при массе 10 — 20 тонн. Обитают под землёй, не имеют глаз. Голова представляет собой чёрный массивный «клюв», снабжённый четырьмя челюстями: одной широкой верхней и тремя нижними. Тело светло-серого цвета; в фильме «Дрожь земли 3» показан грабоид-альбинос. Тело покрыто чёрными подвижными шипами, с помощью которых существо передвигается под землей. Во рту имеются три щупальца, каждое из которых имеет собственную зубастую пасть, способную издавать звук, и четыре коротких шипа, загнутых назад; щупальца довольно длинные и используются для поиска и хватания добычи на поверхности земли. Напав на жертву, животное захватывает её щупальцами и затаскивает в пасть.
Основным органом чувств грабоидов являются расположенные по всему телу рецепторы, чувствительные к вибрациям. Находясь под землёй, существо способно ощущать малейшие колебания почвы, даже колебания, вызываемые движением воздуха (звук) (шагающий человек, работающее радио или рация, работающий двигатель). Грабоид слышит звук и направляется к его источнику; затем выползает на поверхность либо частично высовывается из-под земли, охватывает источник звука щупальцами и затягивает в пасть. Живых существ съедает, неживые предметы отрыгивает спустя некоторое время. Скорость передвижения существа под землёй достаточна для того, чтобы настичь быстро бегущего человека, но не достаточна для того, чтобы догнать автомобиль. Толстая кожа грабоидов труднопробиваема для пуль многих калибров, но это не помешало паре Гаммеров расстрелять одного из них.
По-видимому, грабоиды обладают памятью и способны к обучению (например, в первом фильме после того, как  два грабоида проглатывает подсунутые им людьми самодельные бомбы и один из них погибает от взрыва, другой тут же отрыгивает бомбу и не погибает). В основном грабоиды охотятся поодиночке, но могут и преследовать жертву группой. Если жертва заберётся в труднодоступное место (например, на скалы или внутрь бункера), грабоиды могут долгое время ждать, пока она вновь не окажется в пределах досягаемости. В первом фильме электрик забирается на опору ЛЭП и, сидя на ней, ожидает ухода грабоидов так долго, что умирает от обезвоживания. Грабоиды способны к каннибализму (например, в третьем фильме грабоид — червь-альбинос съедает ассбластера).
В конце своего жизненного цикла грабоид выползает на поверхность земли и становится неактивным. Затем из его тела выходят три шрайкера и частично съедают труп грабоида.

### Шрайкер

Шрайкер в фильме «Дрожь земли 2»

Шра́йкер (англ. shrieker, буквально «крикун») — третья стадия жизненного цикла грабоида. Впервые показан в фильме «Дрожь земли 2: Повторный удар». Тела шрайкеров по внешнему виду и строению резко отличаются от грабоидов: они являются прямоходящими животными, передвигаются на двух трёхпалых конечностях, похожих на птичьи, и имеют рост примерно метр. Органы зрения и слуха отсутствуют, но имеется тепловой сенсор (инфракрасное зрение) в виде трёх «лепестков», расположенный в верхней части головы. Животные видят «тепло» (например, работающее оборудование, теплокровных живых существ, горячие предметы). В пасти существа имеется один щупальцеобразный язык длиной около метра. При обнаружении жертвы шрайкер зовёт сородичей — с рёвом выпускает из пасти облако горячего воздуха, затем нападает на жертву.
Шрайкеры бесполы. Сытое существо изрыгает кокон, внутри которого находится уже сформировавшаяся особь этой жизненной стадии.

### Ассбластер
Ассбла́стер (англ. ass-blaster, буквально «ракетозад») — четвёртая и конечная фаза жизненного цикла грабоида. Появляется из шрайкера, прошедшего метаморфоз и сбросившего кожу. Впервые показан в фильме «Дрожь земли 3». Внешне ассбластеры похожи на шрайкеров, но имеют большие размеры, отличаются длинной шеей и маленькой головой. По бокам тела у них расположены кожистые перепонки, похожие на крылья летучих ящериц. В задней части туловища существа расположены железы, выделяющие белую жидкость, воспламеняющуюся при контакте с воздухом. Используя эту жидкость, ассбластер может взлетать: изрыгнув большое её количество, он устраивает взрыв, при этом взрывная волна подбрасывает его на большую высоту, после чего он раскрывает перепончатые крылья и планирует над землёй. Как и шрайкеры, имеют тепловой сенсор.
Большую часть их брюшной полости занимает крупное яйцо. В жизненном цикле грабоида функция ассбластера — расселение с целью увеличения ареала.

## Другие виды грабоидов

### Африканский грабоид
Африканские грабоиды — вид грабоидов, который зародился на африканском континенте. Впервые показаны в фильме «Дрожь земли 5». Из-за природных условий, в которых они росли, эти грабоиды сильно отличаются от грабоидов из Северной Америки. Главным образом отличие состоит в том, что они способны сами откладывать яйца, поэтому стадия шрайкера у них отсутствует, хотя присутствует стадия ассбластера. В стадии грабоида они отличаются более прочными, гибкими и подвижными телами с более острыми клювами, а их языковые щупальца способны отделяться и действовать самостоятельно.

#### Куинн-Битч
Куи́нн-Битч (англ. The Queen Bitch, буквально «королева-сука» — неофициальное название, данное одним из персонажей) — матка-королева африканских грабоидов. Впервые показана в фильме «Дрожь земли 5». Неизвестно, как появляются матки грабоидов, является ли вообще их существование необходимостью для существования колоний африканских грабоидов, и соответственно, может ли аналогичная матка быть и у североамериканских грабоидов. Как и африканские грабоиды, Куинн-Битч может откладывать яйца. Вероятно, именно её существование явилось причиной того, что африканские грабоиды были больше заинтересованы экспансией, чем охотой — предводительствуемые ею, они активно защищали гнездо с яйцами, но только в случае если считали, что гнезду угрожает какая-то опасность.
Куинн-Битч гораздо крупнее и сильнее любого другого грабоида, имеет более прочную шкуру, способна выпрыгивать из земли на большое расстояние, а также может пробивать более твёрдую землю и некоторые горные породы. Как и у всех африканских грабоидов, её щупальца способны отделяться и действовать самостоятельно.

### Арктический грабоид
Впервые показан в фильме «Дрожь земли 6». Вид грабоидов, которые зародились в арктических широтах Северной Америки, но по каким-то причинам в отличие от других своих сородичей не стали эмигрировать в экваториальные широты, а остались на севере, где по мере понижения температуры впали в спячку. Подобно африканскому грабоиду этот грабоид тоже внешне отличается от грабоидов из Невады (внешние изменения, вероятно, были следствием попытки адаптироваться к холодным условиям) и у него не показана стадия шрайкера.

## Происхождение
Авторы намеренно не стали развивать мысль о происхождении грабоидов, чтобы избежать традиционных для подобных фильмов клише. На протяжении первых четырёх фильмов персонажи только высказывают различные предположения, в которых грабоиды могут быть результатом радиоактивной мутации, пришельцами из космоса или доисторическими существами, много тысяч лет пребывавшими в спячке и затем пробудившимися. В фильме «Дрожь земли 2: Повторный удар» Кэйт Рэйли обнаруживает окаменелость в виде шипа грабоида докембрийского периода; но в докембрийский период на Земле могли существовать только низкоразвитые водные организмы, что позволяет предполагать инопланетное происхождение грабоидов. В фильме «Дрожь земли 3» учёный Эндрю Мерлис обнаруживает скорлупу яиц, из которых вылупились грабоиды, и говорит, что скорлупа пролежала в земле около 300 лет. Если грабоиды появились на Земле в доисторическую эпоху, то, не имея никакой добычи для питания в докембрийский период, они, вероятно, вымерли, успев отложить яйца, сохранившие жизнеспособность до наших дней. В фильме «Дрожь земли 4: Легенда начинается» грабоиды вылупляются из яиц, когда их кладку вымыло из почвы водой. Телеканал SyFy в рецензии к сериалу «Дрожь: Сериал» сообщил, что окаменелость Кэйт Рэйли на самом деле относилась не к докембрийскому, а к девонскому периоду, когда на Земле уже существовали организмы, пригодные для питания грабоидов. Нет никакой информации о том, существовали ли в доисторическую эпоху шрайкеры и ассбластеры; в девонский период живые существа на Земле были только холоднокровными, следовательно, ни один хищник не мог использовать для охоты тепловые сенсоры.
В фильме «Дрожь земли 6» персонажи приходят к выводу, что грабоиды появились на Земле ещё до докембрийского периода и жили даже в северных и южных широтах, но по мере похолодания часть из них переселилась ближе к экваториальным широтам, где они адаптировались для жизни в пустынях. Особи, оставшиеся в северных широтах, в конечном итоге впали в спячку глубоко подо льдами и начали пробуждаться по мере наступления глобального потепления.

## Коллекционирование
В 2006 году дизайн-студии «Sideshow Collectibles» и «ADI» выставили на продажу макеты оригинального дизайна грабоидов. Макет выполнен в форме охотничьего трофея — чучела головы грабоида.